# Julie Marie Vinter Hansen
Julie Marie Vinter Hansen (* 20. Juli 1890 in Kopenhagen; † 27. Juli 1960 in Mürren, Schweiz) war eine dänische Astronomin. Eine gebräuchliche Abkürzung ihres Namens scheint JVH gewesen zu sein.
Ihre Eltern waren der Lehrer und Politiker Jørgen Hansen (1837–1911) und dessen Frau Rasmine Sophie Vinter (1848–1929), die aus einer Seemannsfamilie stammte. 1917 erwarb sie einen akademischen Abschluss an der Universität Kopenhagen. Schon während dieser Zeit und auch danach arbeitete sie am Astronomischen Observatorium der Universität.
In astronomischer Hinsicht ist bekannt, dass sie Berechnungen des Kometen Comas Solas vornahm.

## Ehrungen
- 1940: Annie-Jump-Cannon-Preis für Astronomie der American Astronomical Society

Ihr zur Ehren hat man auch den von Liisi Oterma entdeckten Asteroiden 1544 Vinterhansenia benannt.

## Weblink und Quelle
- Vinter Hansen auf Dansk Kvindebiografis Leksikon
- Veröffentlichungen von J.M. Vinter-Hansen im Astrophysics Data System
- H.Q. Rasmusen: Julie Marie Vinter Hansen. Quarterly Journal of the Royal Astronomical Society, Vol. 2 (1961), p. 38. (Nachruf, englisch)

| Personendaten    | Personendaten              |
| ---------------- | -------------------------- |
| NAME             | Vinter Hansen, Julie Marie |
| KURZBESCHREIBUNG | dänische Astronomin        |
| GEBURTSDATUM     | 20. Juli 1890              |
| GEBURTSORT       | Kopenhagen                 |
| STERBEDATUM      | 27. Juli 1960              |
| STERBEORT        | Mürren, Schweiz            |